# Eleição municipal do Crato (Ceará) em 2016
A eleição municipal de 2016 em Crato aconteceu em 2 de outubro de 2016, com o objetivo de eleger prefeito e vice-prefeito da cidade e membros da Câmara de Vereadores.
O prefeito titular era Ronaldo Matos, do PSC, que não se candidatou à reeleição. Três candidatos concorreram à prefeitura do Crato. José Aílton Brasil, do PP, foi eleito com 58,78% dos votos.

## Antecedentes
Na eleição municipal de Crato em 2012, Ronaldo Matos, então candidato do PMDB, derrotou os candidatos Cícero França (PV), Marcos Cunha (PT) e Sineval Roque (PSB), sendo eleito com 59.87% dos votos válidos  (39.285 mil votos). Ronaldo Matos deixou o PMDB em 2015 e se filiou ao PSC, mas acabou desistindo de concorrer á reeleição em 2016.

## Campanha
A eleição para prefeito contou com três candidatos em 2016: o ex-prefeito de Crato, Samuel Araripe do PSDB, que foi eleito como prefeito na eleição de 2004 e reeleito na eleição de 2008, o então deputado estadual José Ailton Brasil do PP, que foi candidato a vice-prefeito na eleição de 2008, e o professor Cacá Araújo do PCdoB. Os candidatos participaram de debates durante o período de campanha, realizados pela TV Verdes Mares Cariri, afiliada da TV Globo. O dia da votação foi marcado por intensa movimentação na Região Metropolitana do Cariri, onde está localizado o município de Crato.

## Candidatos
Nota: a tabela a seguir está organizada por ordem alfabética de candidatos.
| Prefeito(a)        | Prefeito(a) | Prefeito(a) | Vice-prefeito(a) | Vice-prefeito(a) | Vice-prefeito(a) | Coligação | Nº |
| Candidato(a)       | Partido     | Partido     | Candidato(a)     | Partido          | Partido          | Coligação | Nº |
| ------------------ | ----------- | ----------- | ---------------- | ---------------- | ---------------- | --- | -- |
| Cacá Araújo        |             | PCdoB       | Elza Duarte      |                  | PCdoB            | Sem coligação | 65 |
| José Ailton Brasil |             | PP          | André Barreto    |                  | PDT              | "Por um Tempo Novo com a Força do Povo" (PP / PDT / PEN / PT / PMN / PSD / PPL / PHS / PRTB / PSL / PTB / PSC)              | 11 |
| Samuel Araripe     |             | PSDB        | Tales Macedo     |                  | Solidariedade    | "Para o Crato Voltar a ser Feliz de Novo" (PSDB / Solidariedade / PRB / PMDB / PTN / PR / DEM / PSB / PV / PPS / PRP / PTC) | 45 |

## Resultados

### Prefeito
| Partido | Partido | Candidato          | Votos  | Votos (%) |
| ------- | ------- | ------------------ | ------ | --------- |
|         | PP      | José Ailton Brasil | 37 740 | 58,78%    |
|         | PSDB    | Samuel Araripe     | 24 643 | 38,38%    |
|         | PCdoB   | Cacá Araújo        | 1 819  | 2,83%     |
| Totais  | Totais  | Totais             | 64 202 |           |
| Fonte:  |         |                    |        |           |

### Vereadores eleitos
| Candidato(a)      | Partido | Votação     | Votação |
| Candidato(a)      | Partido | Porcentagem | Total   |
| ----------------- | ------- | ----------- | ------- |
| Nando Bezerra     | PTB     | 2,84%       | 1.917   |
| Thiago Esmeraldo  | PP      | 2,81%       | 1.899   |
| Tico              | PSC     | 2,28%       | 1.541   |
| Pedro Alagoano    | PSD     | 2,09%       | 1.413   |
| Adil              | PSC     | 1,96%       | 1.323   |
| Amadeu De Freitas | PT      | 1,86%       | 1.256   |
| Lunga             | PSD     | 1,64%       | 1.106   |
| Guri              | PV      | 1,63%       | 1.104   |
| Dr. Renan         | PEN     | 1,63%       | 1.101   |
| Jales Velloso     | PSB     | 1,63%       | 1.099   |
| Antonio De Mano   | PPL     | 1,52%       | 1.026   |
| Florisval         | PRTB    | 1,48%       | 999     |
| Fernando Brasil   | PP      | 1,45%       | 977     |
| Ticiana De Guer   | PSDB    | 1,44%       | 973     |
| Bebeto            | PTN     | 1,41%       | 950     |
| Dr. Mauricinho    | PDT     | 1,34%       | 903     |
| Pedro Lobo        | PT      | 1,23%       | 831     |
| Professor Gilson  | PTdoB   | 1,13%       | 762     |
| Vicencia          | PMN     | 0,98%       | 663     |

## Análise
Pouco antes da disputa eleitoral de Crato em 2016, foi realizado um seminário a pedido do Ministério Público do Estado do Ceará, com o intuito de discutir novas regras eleitorais no estado.